# Crows Nest (Indiana)
Crows Nest – miasto w Stanach Zjednoczonych, w stanie Indiana, w hrabstwie Marion.